# Pago por demora
Pay for Delay (en español, "Pago por demora") es una práctica controvertida en la industria farmacéutica, en la que una empresa titular de una patente paga a un fabricante de medicamentos genéricos para retrasar la entrada de su producto al mercado. Esta estrategia extiende artificialmente el monopolio del medicamento original, lo que puede derivar en precios más altos para los consumidores y una reducción del acceso a medicamentos asequibles. El concepto ha sido objeto de estudio por instituciones regulatorias como la Federal Trade Commission en Estados Unidos y la Comisión Europea.   

## Contexto legal
En Estados Unidos, los acuerdos denominados "Pay for Delay" surgieron como consecuencia no prevista de la Ley Hatch-Waxman de 1984, cuyo propósito era fomentar un equilibrio entre la promoción de la innovación farmacéutica y el acceso a medicamentos genéricos. Este marco regulatorio permitió a los fabricantes de genéricos desafiar la validez de las patentes mediante el Párrafo IV, un mecanismo diseñado para facilitar la entrada de alternativas más económicas al mercado.
Sin embargo, en numerosos casos, estos desafíos legales culminaron en acuerdos extrajudiciales en los que las empresas titulares de patentes compensaron económicamente a los fabricantes de genéricos a cambio de retrasar la comercialización de sus productos. Según la FTC, "estos acuerdos costaron a los consumidores y a los sistemas de salud miles de millones de dólares al retrasar la competencia de medicamentos genéricos".
En 2013, la Corte Suprema de los Estados Unidos, en el caso FTC v. Actavis, Inc., dictaminó que tales acuerdos podían ser evaluados bajo la regla de la razón, un estándar del derecho antimonopolio que permite evaluar si una práctica comercial tiene efectos anticompetitivos.
En el ámbito europeo, la Comisión Europea ha adoptado una postura estricta frente a estas prácticas. En su informe de 2009, concluyó que "los acuerdos 'Pay for delay' incrementaron los costos de los medicamentos en un promedio del 20 % durante su vigencia" y señaló su impacto negativo en la competencia del sector farmacéutico.

## Impacto económico y social
Los acuerdos "Pay for Delay" tienen repercusiones importantes tanto en la economía como en el acceso a medicamentos esenciales. Según la FTC, "los consumidores y los sistemas de salud asumen sobrecostos de aproximadamente 3.500 millones de dólares anuales debido al retraso en la entrada de genéricos". Los medicamentos genéricos suelen ser entre un 20 % y un 80 % más económicos que los medicamentos de marca, por lo que su ausencia prolongada afecta de manera desproporcionada a las poblaciones más vulnerables.
En Europa, el informe de la Comisión Europea destacó que estas prácticas han limitado la disponibilidad de medicamentos genéricos, afectando a los presupuestos de los sistemas nacionales de salud. La falta de competencia, además, prolonga los altos precios asociados con los medicamentos de marca.
Por otra parte, los defensores de estos acuerdos argumentan que contribuyen a evitar litigios prolongados y costosos, al tiempo que permiten a las empresas innovadoras recuperar su inversión en investigación y desarrollo. Sin embargo, críticos de estas prácticas señalan que los beneficios para las empresas no justifican el impacto negativo que generan sobre los consumidores y los sistemas de salud.

## Casos destacados
- Teva Pharmaceuticals y Cephalon: Este caso involucró pagos a Teva para retrasar la entrada de un genérico del medicamento Provigil, un fármaco utilizado para tratar trastornos del sueño. Como resultado, los consumidores enfrentaron precios elevados hasta que la FTC intervino, alcanzando un acuerdo por $1.200 millones.[3]
- Endo Pharmaceuticals: La empresa realizó pagos para posponer genéricos del analgésico Opana ER, perpetuando el uso de una opción más costosa. Este caso también fue vinculado a la crisis de opioides en Estados Unidos, lo que intensificó las críticas hacia las prácticas de la compañía.
- Servier: En Europa, la farmacéutica fue multada con 331 millones de euros por acuerdos relacionados con el medicamento Perindopril, empleado para tratar la hipertensión. Este caso subrayó los altos costos asociados con estas prácticas en los sistemas de salud europeos.[4]

## Perspectivas futuras
La supervisión regulatoria y judicial sobre los acuerdos "Pay for Delay" ha aumentado significativamente en los últimos años. La FTC ha señalado que continuará persiguiendo acuerdos que afecten negativamente a los consumidores, mientras que la Comisión Europea ha reforzado sus sanciones contra empresas involucradas en estas prácticas.
Propuestas como la reforma de leyes de patentes y una mayor transparencia en los términos de los acuerdos buscan promover un equilibrio entre la innovación farmacéutica y el acceso a medicamentos asequibles. Según Transparencia Internacional, "una mayor divulgación de los términos de los acuerdos entre farmacéuticas podría mejorar la competencia y beneficiar a los consumidores".